# Spyridōn Chasapīs
Spyridōn Chasapīs, detto Spyro (in greco Σπυρίδων "Σπύρος" Χαζάπης?; Andro, 1872 – ...), è stato un nuotatore greco.
Partecipò alle gare di nuoto delle prime Olimpiadi moderne del 1896 ad Atene, nei 100 metri stile libero riservato ai marinai della marina militare greca. Si piazzò secondo su tre nuotatori; il suo tempo è sconosciuto.